# Trachyderes succinctus
Espèce
Trachyderes succinctus est un scarabée de la famille des Cerambycidae. Il a été décrit par  Carl von Linné en 1758.

## Description
Trachyderes succinctus peut atteindre une longueur d'environ 2,5 centimètres. Sa tête peut être rougeâtre, brun foncé voir noir. Au toucher elle est très rugueuse. Ses antennes sont plus grandes que lui.

## Répartition
Cette espèce est présente en Argentine, Bolivie, Brésil, Costa Rica , Panama , Colombie, Equateur, Nicaragua, Paraguay, Pérou, Venezuela, Suriname, Guyane française et aux Antilles.

## Alimentation
Trachyderes succinctus se nourrit principalement de fruits fermentés.